# Venefica
Venefica es un género de peces de la familia Nettastomatidae.

## Especies
- Venefica multiporosa Karrer, 1982
- Venefica ocella Garman, 1899
- Venefica proboscidea (Vaillant, 1888)
- Venefica procera (Goode & T. H. Bean, 1883)
- Venefica tentaculata Garman, 1899